# Hrosskell Þorsteinsson
Hrosskell Þorsteinsson (n. 885) fue un caudillo vikingo y uno de los primeros colonos de Hallkelsstaðir, Gilsbakki, Mýrasýsla en Islandia. Su padre fue Þorsteinn Þrándsson (n. 855) y su madre Lofthana, que era hija de un hersir noruego llamado Arnbjörn. Hrosskell fue el primer goði del clan familiar de los Gilsbekkingar. Se casó con Jóreiður Ólvisdóttir (n. 885), hija de Ólvís Móttulsson (n. 855), un rey (konungr) de Finlandia y de esa relación nació un hijo, Hallkell Hrósskelsson que sería padre de Illugi Hallkelsson, de quien descienden grandes escaldos de la literatura medieval escandinava.